# Jakob Glanzer Shul
La Jakob Glanzer Shul  est un bâtiment classé de la ville de Lviv en Ukraine ancienne synagogue qui est actuellement un lieu culturel.

## Historique
Elle a été bâtie entre 1841 et 1844 en style Style néo-baroque.
Elle est devenue un centre culturel depuis 1989.

## Images

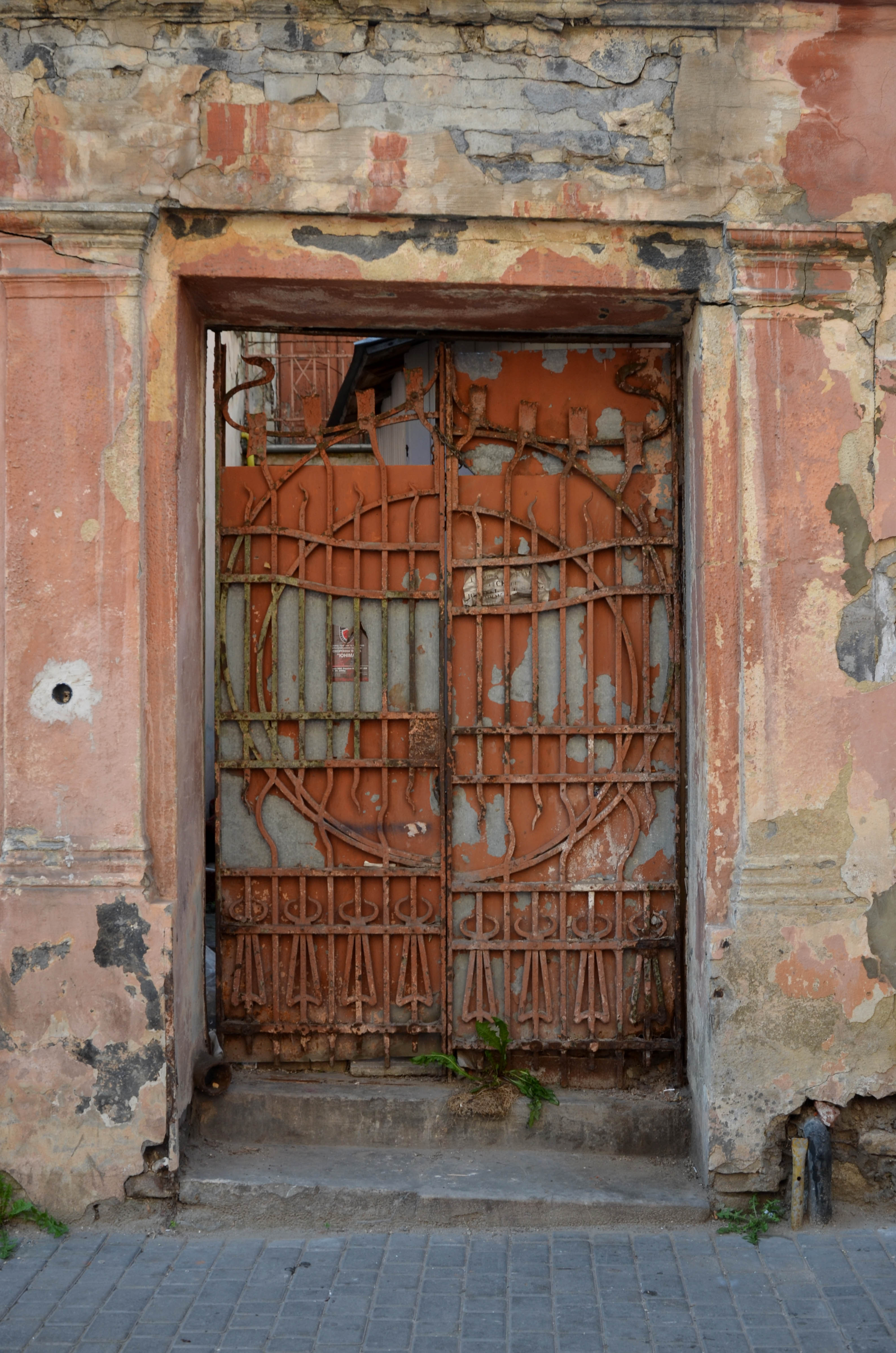
Une porte.
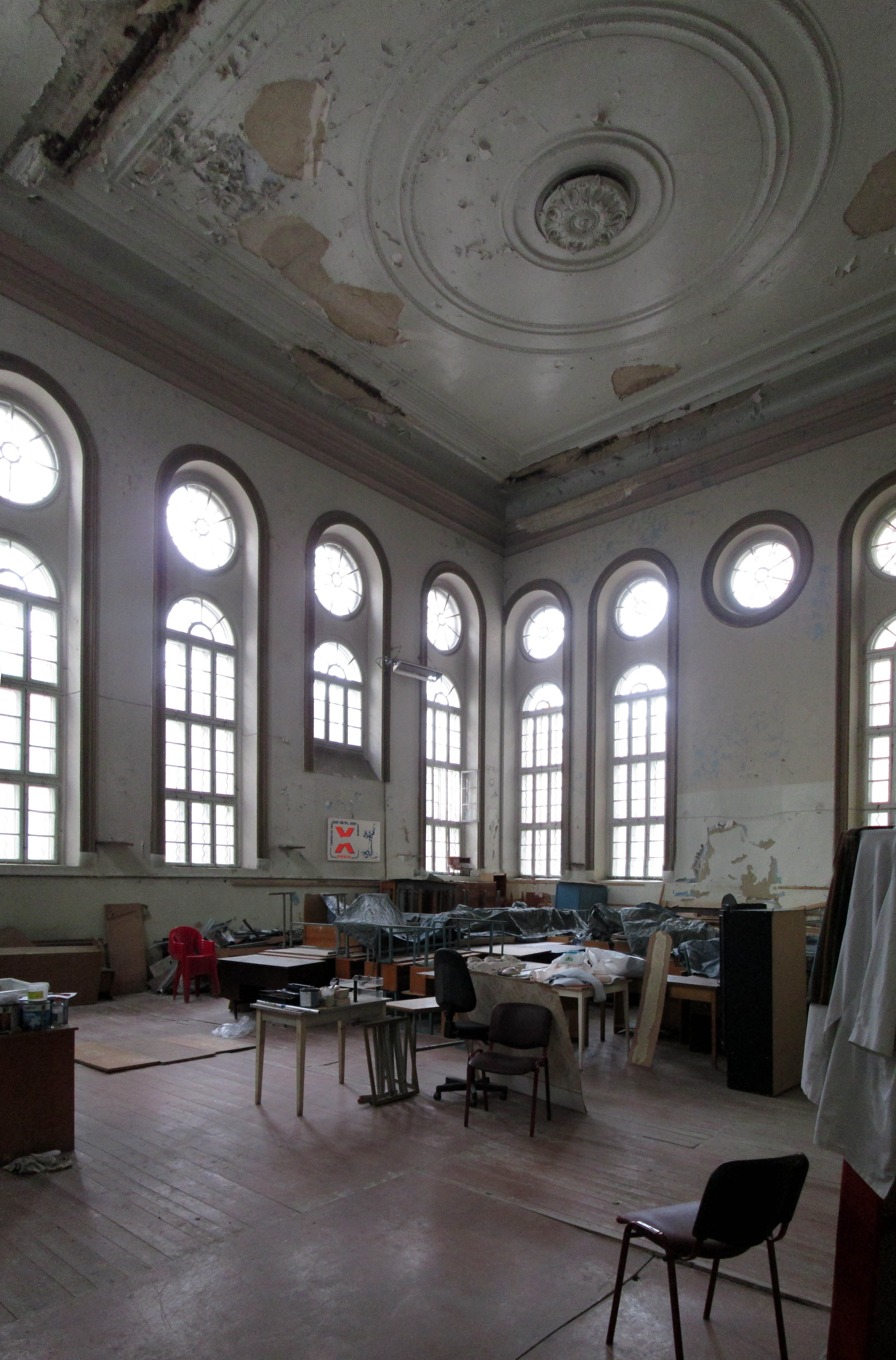
Intérieur.
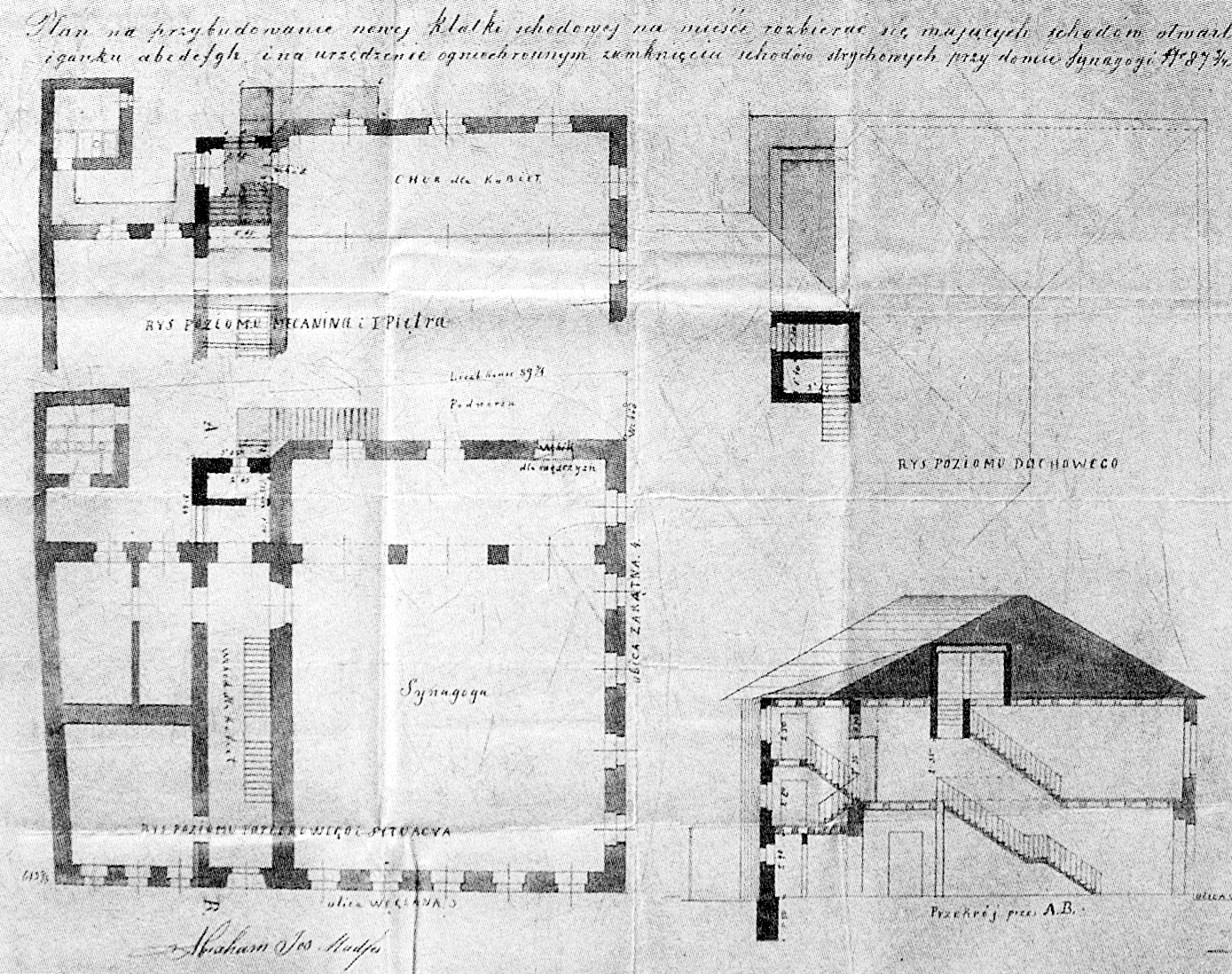
Sur plan, 1882.